# Anacamptodes pergracilis
Anacamptodes pergracilis is een vlinder uit de familie van de spanners (Geometridae). De wetenschappelijke naam van de soort is voor het eerst geldig gepubliceerd in 1900 door Hulst.

## Galerij

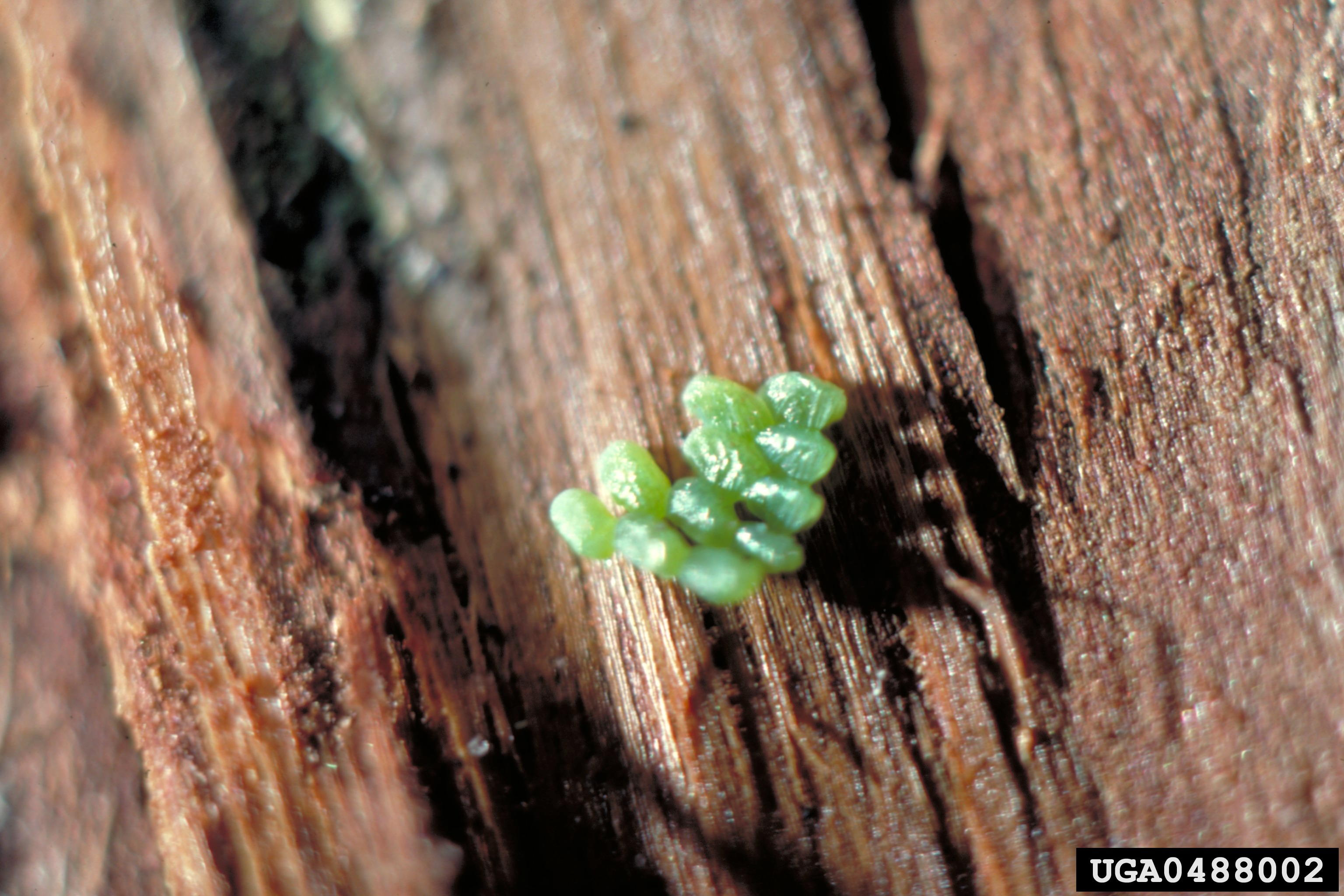
Eieren
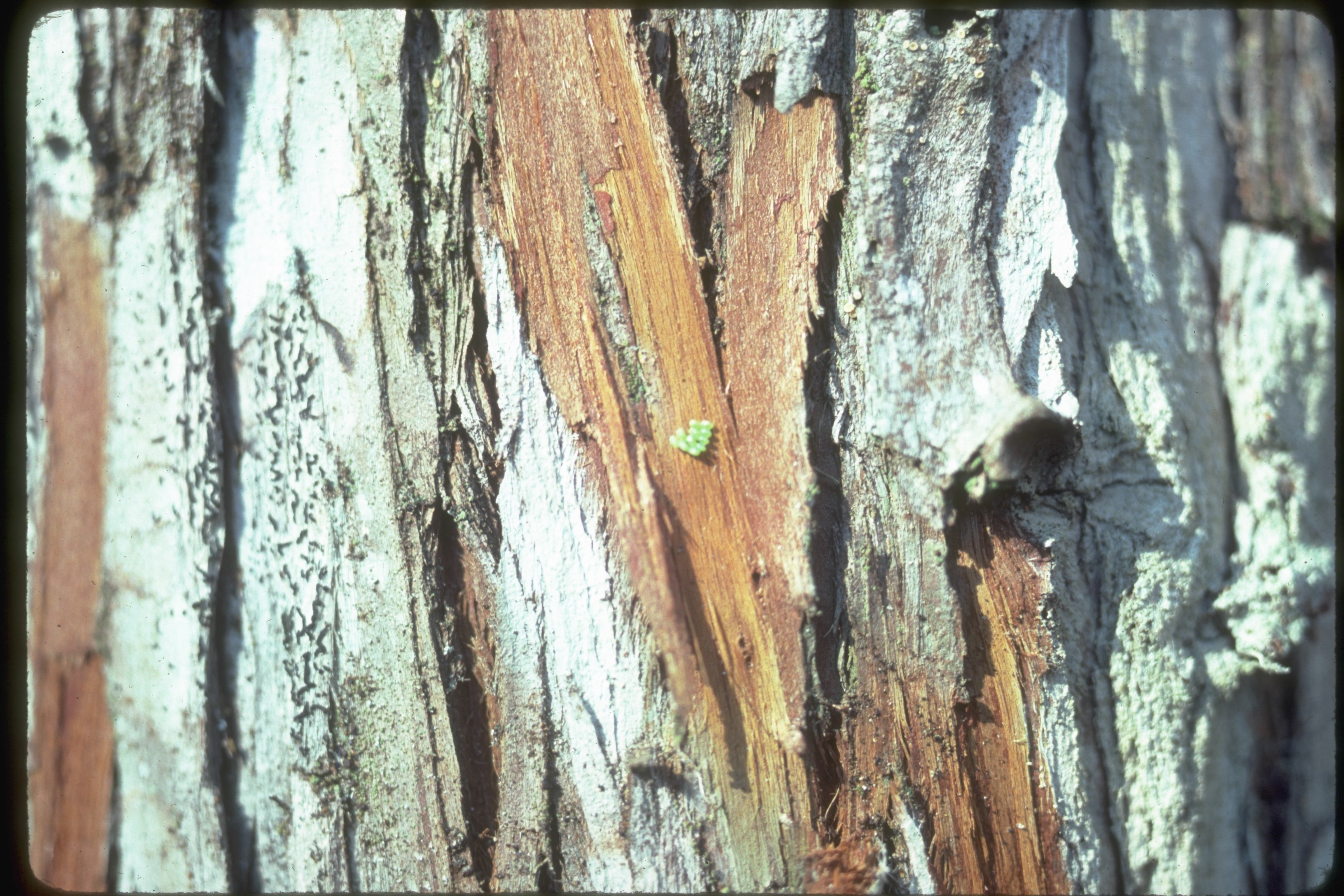
Eieren
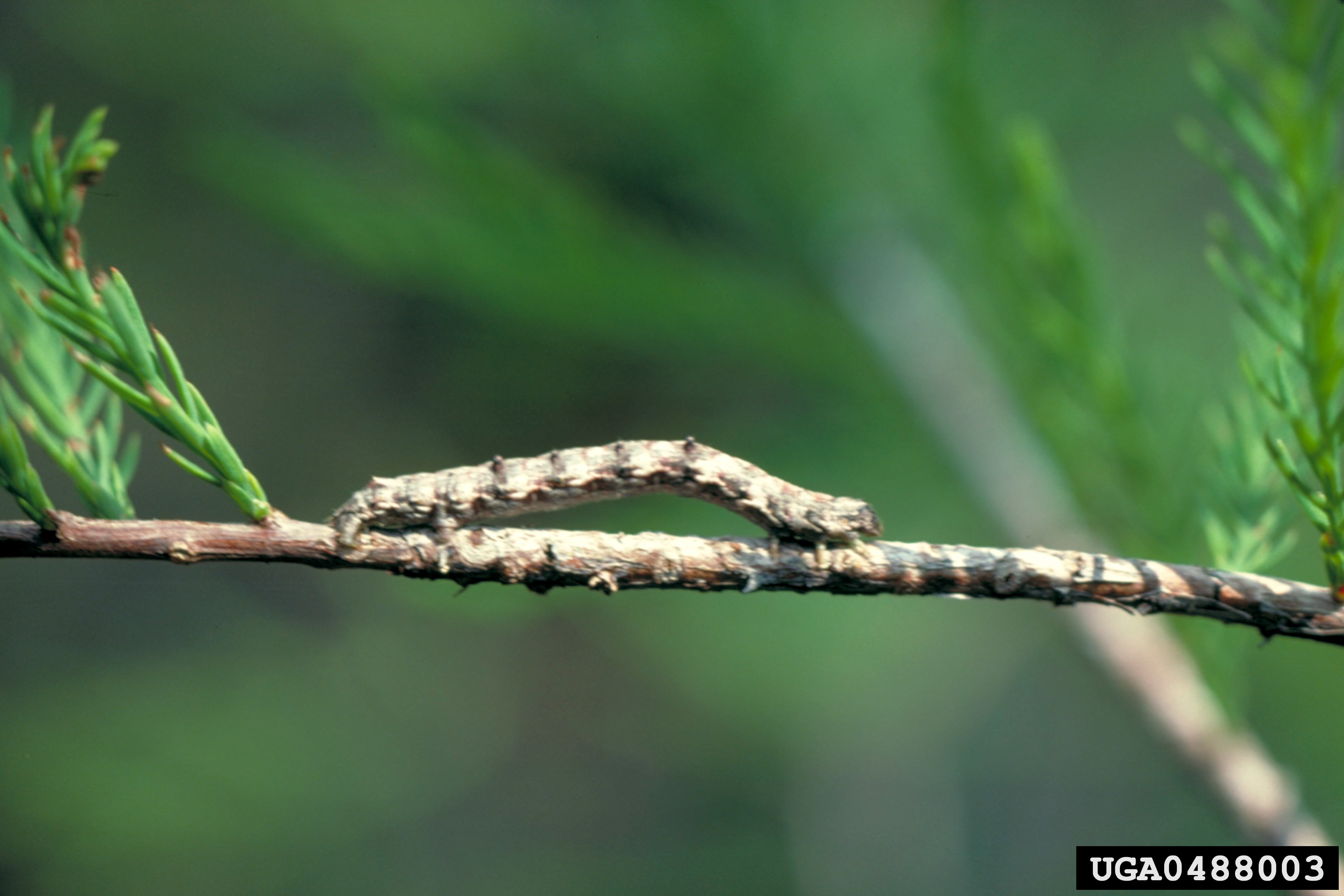
Larve
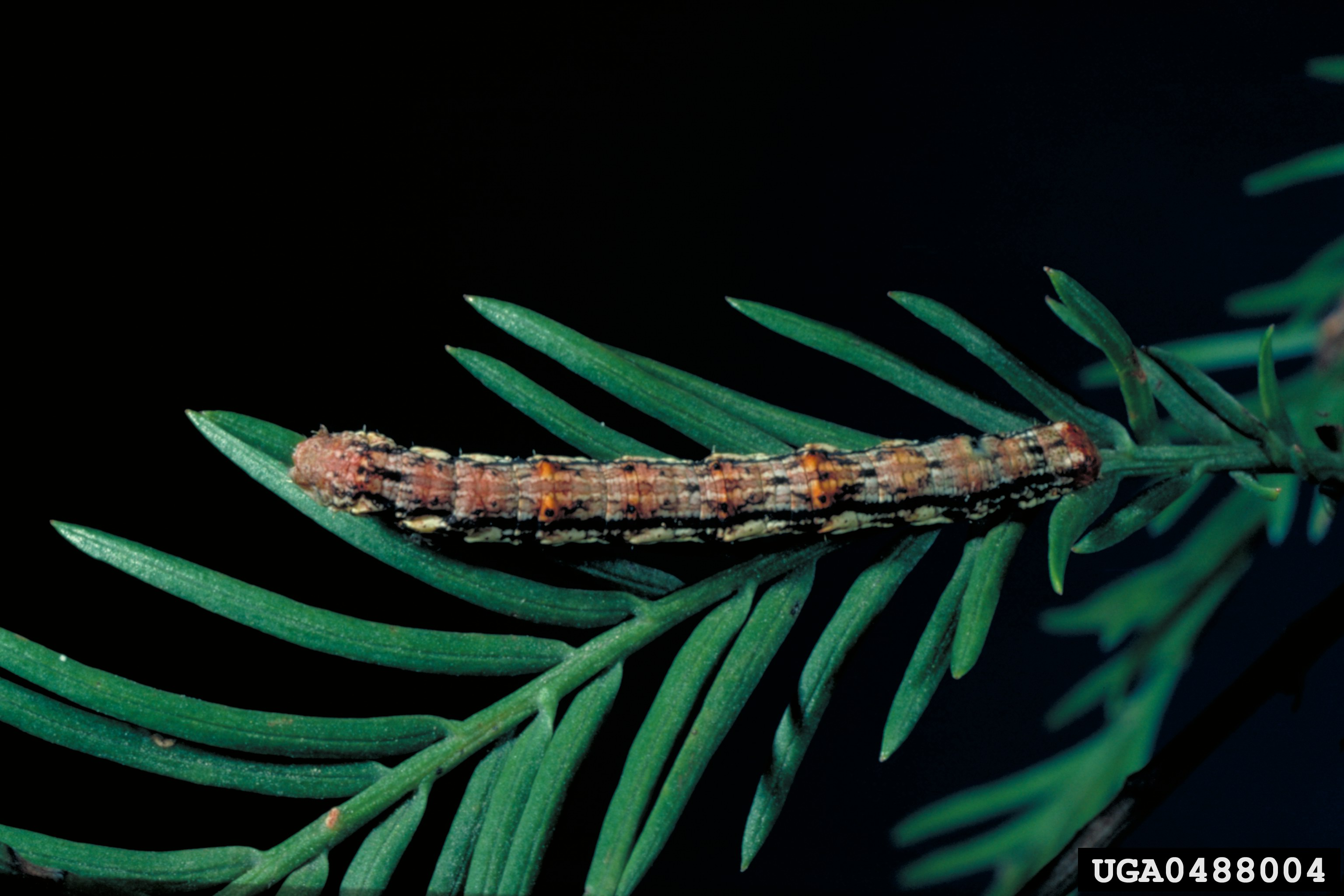
Larve
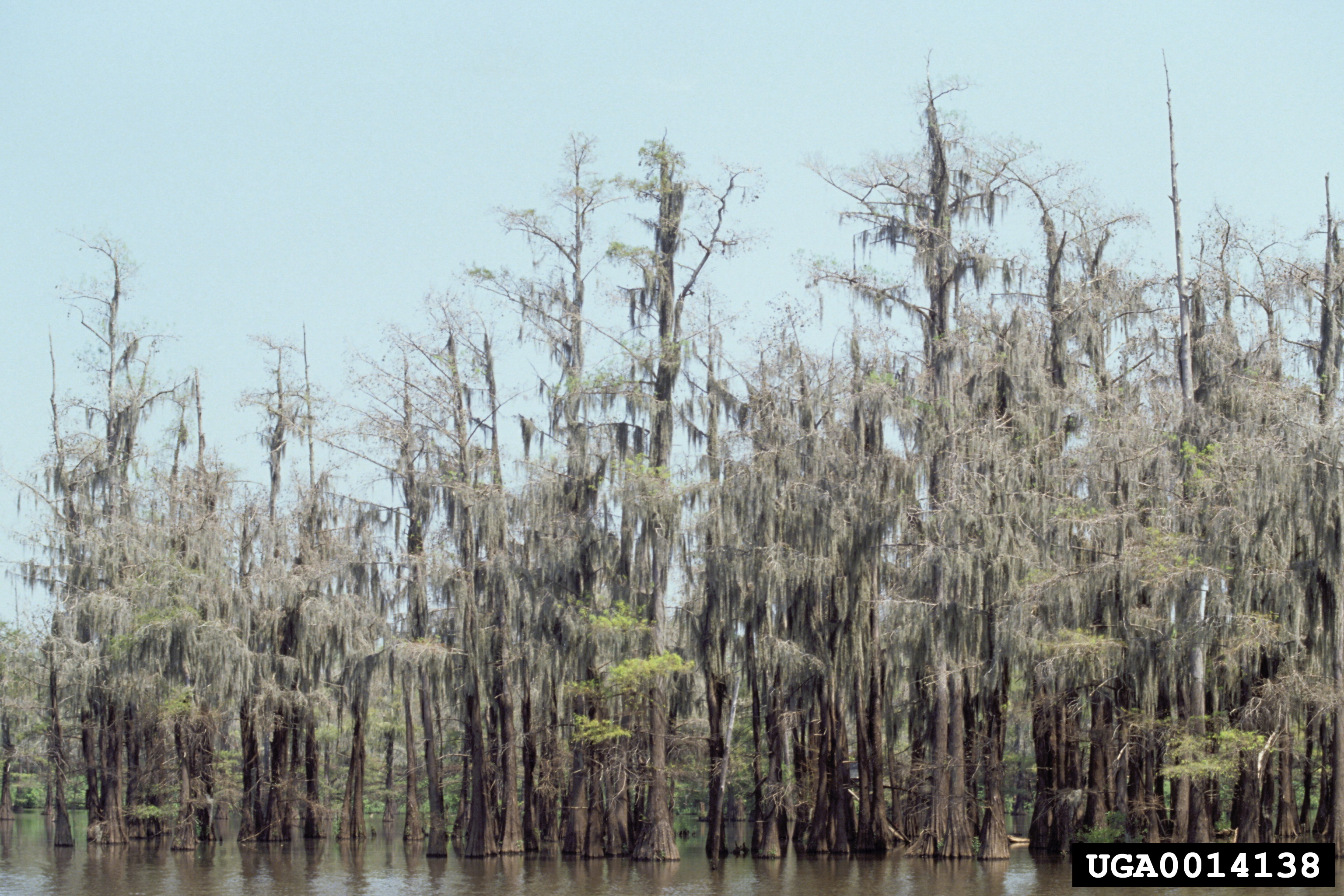
Schade aan omgeving
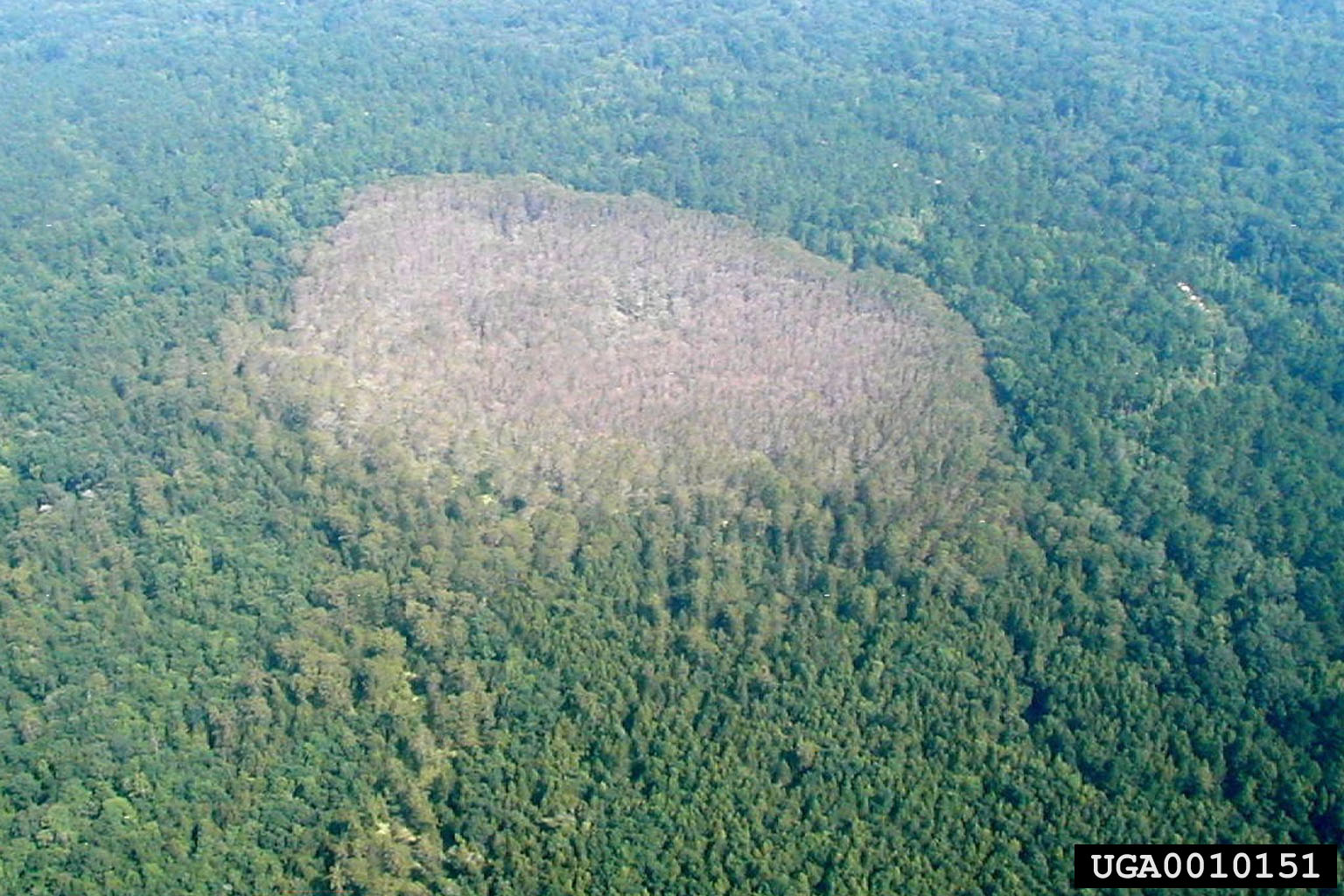
Schade aan omgeving
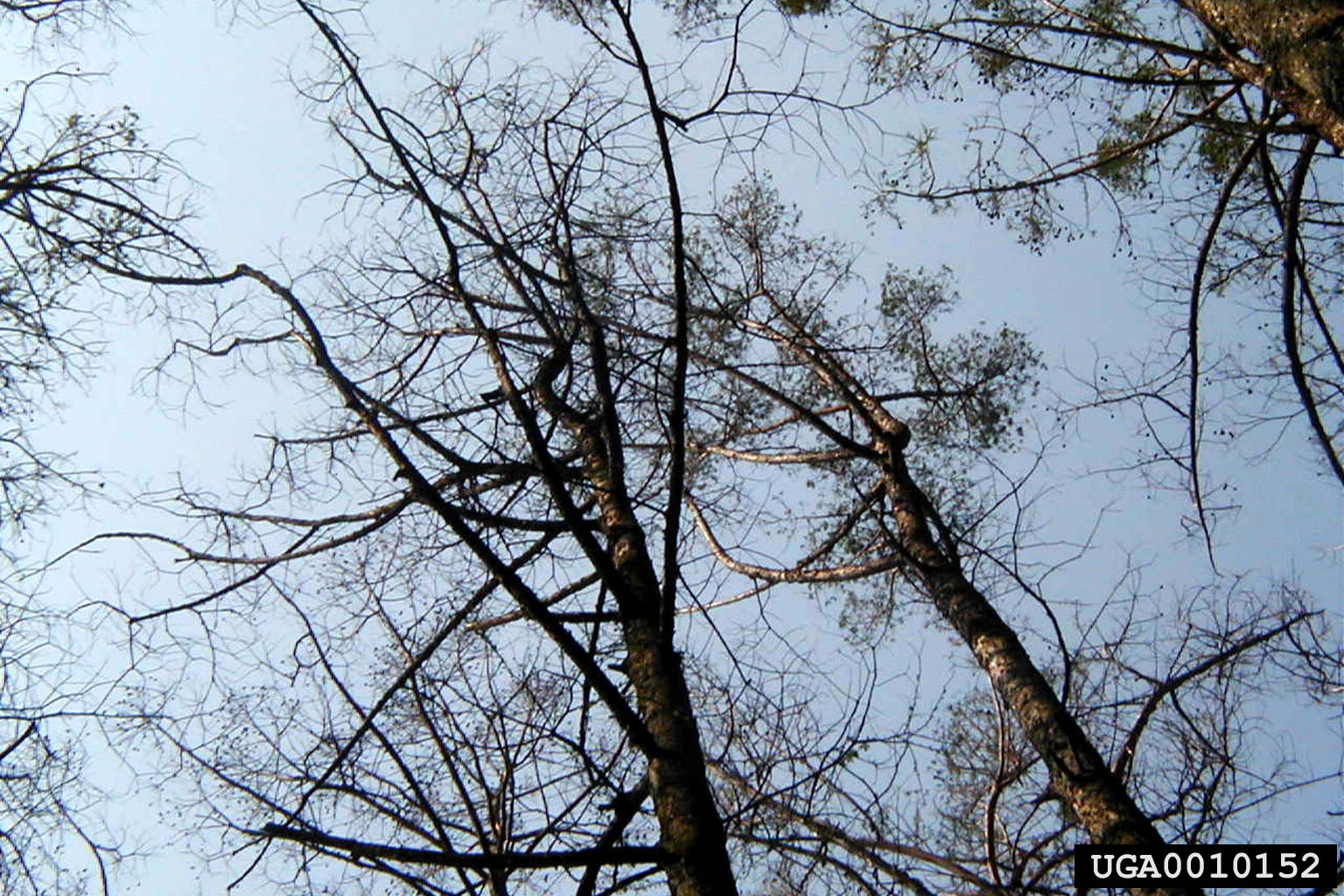
Schade aan omgeving
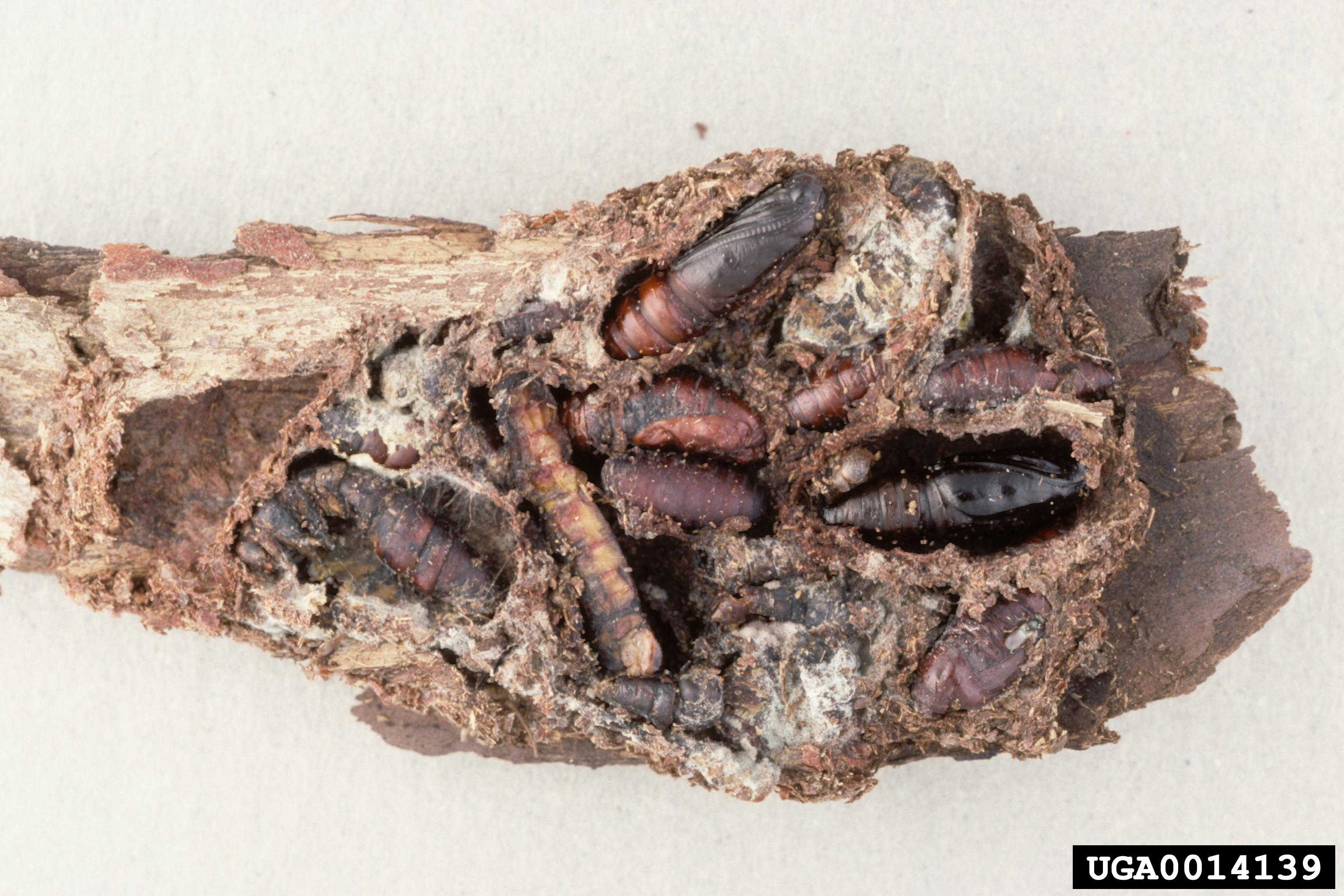
Pop
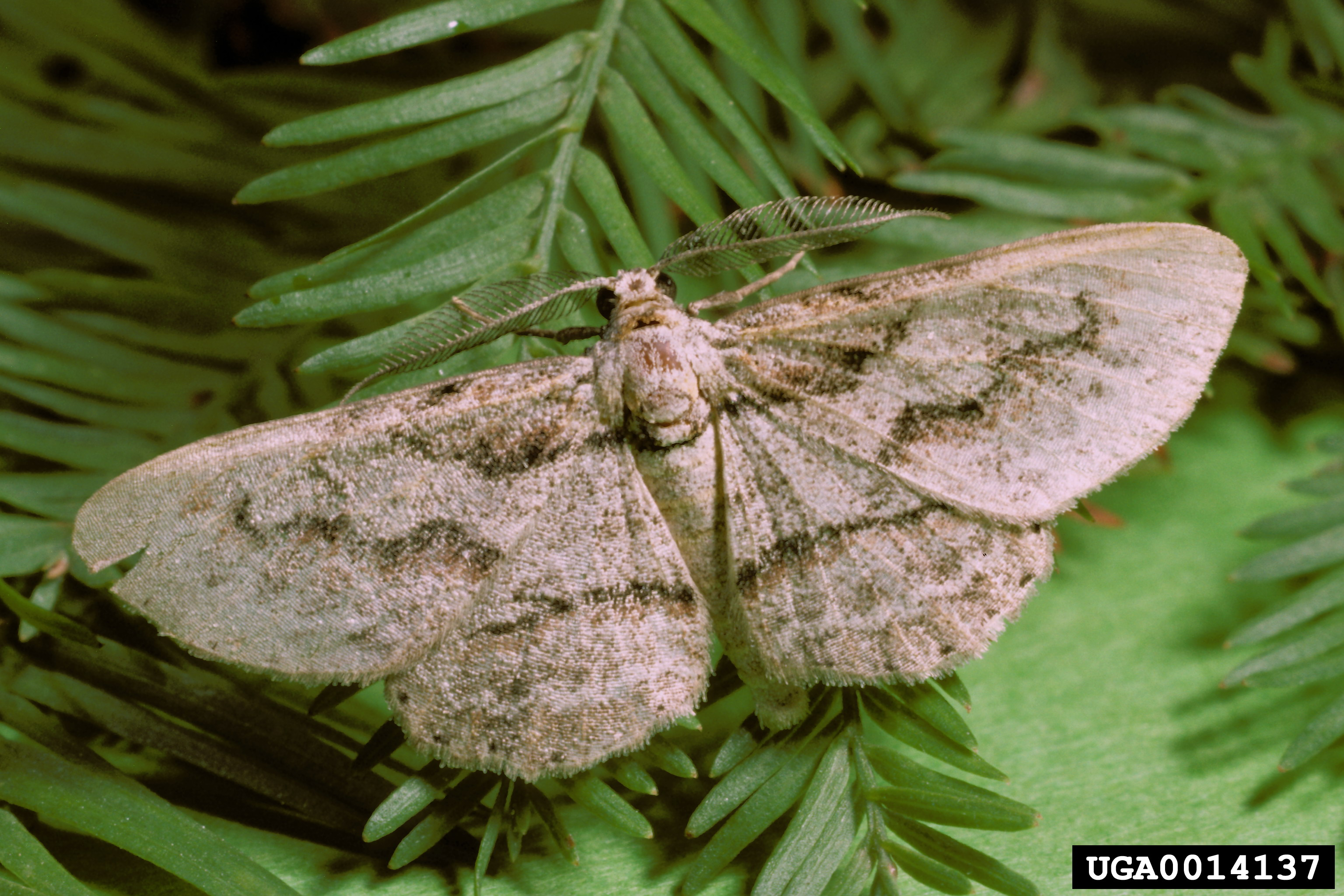
Volwassen